# Nauti Football Club
 (juin 2015).
Si vous disposez d'ouvrages ou d'articles de référence ou si vous connaissez des sites web de qualité traitant du thème abordé ici, merci de compléter l'article en donnant les références utiles à sa vérifiabilité et en les liant à la section « Notes et références ».
Maillots
Le Nauti FC est un club de football tuvaluan basé sur l'atoll de Funafuti, la capitale du pays. Il s'agit de l'un des clubs les plus performants de cette petite nation non membre de la FIFA. Le club dispute ses matches au Tuvalu Sports Ground, le seul véritable stade des Tuvalu.

## Histoire

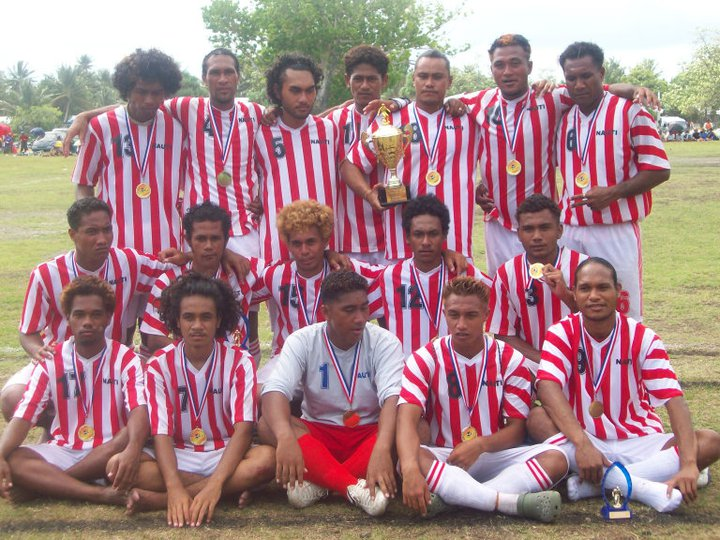
Nauti FC en 2011

Le club est fondé en 1980. Au cours de la période 1980-1990, le Nauti FC n'est jamais battu par les équipes du FC Tofaga, du FC Manu Laeva, du FC Nanumaga et du Nui Soccer Club et ne subit que trois défaites (une contre Takamanu, une contre Lakena United et enfin une contre le FC Niutao).
Il remporte quatorze fois le championnat des Tuvalu, dont dix fois consécutives (entre 2007 et 2016), ce qui en fait le club le plus titré du pays.
Nauti FC est le club le plus titré des Tuvalu

## Titres
Le Nauti FC remporte quatorze fois le championnat des Tuvalu: une fois en 2005, puis sans interruption entre 2007 et 2014 et enfin est sacré champion en 2019 et 2020.
Il gagne également sept coupes de l'indépendance (1988, 1990, 1999, 2003, 2008, 2009 et 2017) et trois coupes NBT (2009, 2010 et 2016). Il joue également deux finales lors des jeux des Tuvalu (2010 et 2013), et une finale de coupe de Noël (en 2011).

## Joueurs ayant marqué le club
- Raj Sogivalu, milieu de terrain
- Alelee Valoa, milieu de terrain